# Ilustração Brasileira

Ilustração Brasileira est une revue de journalisme littéraire publié à Rio de Janeiro dans la première moitié du XXe siècle, fondée par Luiz Bartolomeu de Souza e Silva et Antônio Azeredo en juin 1909. Ilustração Brasileira est publiée et éditée par la Sociedade Anônima « O Malho », également dirigée par Bartolomeu et Azeredo, et responsable de l'édition d'autres publications de l'époque. Elle aborde des sujets tels que l'art, la politique, l'histoire, la littérature, la religion, la vie quotidienne et l'économie dans leurs éditoriaux.
Dans un contexte historique où la majorité de la population brésilienne ne sait pas lire ou n'a tout simplement pas l'habitude de lire, l'illustration est devenue un outil important de diffusion de l'information. Mais le succès des magazines illustrés au Brésil date de bien avant le XXe siècle. Selon les documents officiels, la première publication illustrée de grande pertinence à Rio de Janeiro était un magazine également appelé Ilustração Brasileira. Malgré le même nom et étant née à Rio de Janeiro, cette revue est beaucoup plus ancienne et a circulé entre 1854 et 1855. Il y a peu d'informations sur le titre, on sait cependant qu'elle inaugure le journalisme illustré brésilien, car aucun imprimeur brésilien n'avait accordé autant d'attention aux gravures, dessins et caricatures, jusque-là.